# آمونیوم تیوگلیکولات
آمونیوم تیوگلیکولات (به انگلیسی: Ammonium thioglycolate) با فرمول شیمیایی NH۴+HSCH۲COO− یک ترکیب شیمیایی است. که جرم مولی آن ۱۰۹٫۱۵ g/mol می‌باشد. 